# Vikevåg
Vikevåg är en tätort i Stavangers kommun i Rogaland fylke i sydvästra Norge. Orten ligger vid Europaväg 39 på ön Rennesøy. Den utgjorde tidigare centralort i dåvarande Rennesøy kommun.